# Biesdorfer Höhe
Die Biesdorfer Höhe ist eine 82 Meter hohe Erhebung im Berliner Ortsteil Biesdorf des Bezirks Marzahn-Hellersdorf. Sie ist umgeben vom Friedhof Biesdorf im Norden, der Wuhle im Osten, der Straße Alt-Biesdorf im Süden und dem Biesdorfer Friedhofsweg im Westen.

## Beschreibung, Geschichte
Die Biesdorfer Höhe ist nach den Ahrensfelder Bergen mit 114,5 Metern und dem Kienberg mit 102 Metern die dritthöchste Erhebung im Bezirk Marzahn-Hellersdorf.
Die früher kleine Anhöhe wurde von 1713 bis zum Ersten Weltkrieg als Müllberg genutzt. Nach dem Zweiten Weltkrieg bis in die 1980er Jahre wurden Schutt und Trümmer, zum Beispiel vom Bau der ehemaligen Stalinallee oder nach der Sprengung des Berliner Stadtschlosses, auf dem „Biesdorfer Berg“ abgelagert (zwischen 1952 und den 1960er Jahren), wodurch die eiszeitlich bedingte natürliche Höhe von 45,8 Meter über Normalhöhennull (NHN) auf 82 Meter anstieg.
Der Gipfel ist wahlweise direkt über einen 97-stufigen Pflasterweg oder über einen sich um die Anhöhe schlängelnden Rundkurs zu erreichen. Auf halber Höhe des Berges befindet sich der vom ortsansässigen Spirituosenhersteller gesponserte Aussichtspunkt Schilkinplattform mit Blickrichtung Berlin-Kaulsdorf.
Auf dem Gelände um die Anhöhe wachsen die für die Gegend typischen Gehölze wie Eiche, Spitzahorn, Esche und Weißdorn. Zu den eher unüblichen Gewächsen gehören die „importierten“ Arten Eschenahorn, Robinie und Pappel.
Am östlichen Fuß der Höhe verläuft der Wuhletal-Wanderweg.

## Verkehrsanbindung
Rund 500 Meter nördlich liegt der Bahnhof Wuhletal, der von der Linie U5 der Berliner U-Bahn sowie der Linie S5 der Berliner S-Bahn bedient wird.